# 27784 Elizabethpearce
27784 Elizabethpearce è un asteroide della fascia principale. Scoperto nel 1992, presenta un'orbita caratterizzata da un semiasse maggiore pari a 2,745016 UA e da un'eccentricità di 0,202558, inclinata di 27,104964° rispetto all'eclittica. Ha un diametro di 4,246 km e un'albedo di 0,356.